# Protestos de 1991 em Belgrado
Os Protestos de 1991 em Belgrado aconteceram nas ruas de Belgrado, capital da Sérvia e da Iugoslávia, quando um protesto se transformou em um tumulto com confrontos violentos entre os manifestantes e a polícia.
A manifestação inicial, realizada em 9 de março de 1991, foi organizada pelo Movimento de Renovação Sérvio (SPO) de Vuk Drašković, um partido político de oposição na Sérvia, em protesto contra o governo de Slobodan Milošević e seu Partido Socialista da Sérvia, em particular contra o uso indevido da Rádio Televisão de Belgrado. Duas pessoas morreram na violência que se seguiu, e o governo então ordenou que o Exército Popular Iugoslavo ocupasse as ruas da cidade. A polícia deteve vários funcionários proeminentes do SPO e proibiu dois veículos de comunicação considerados hostis ao governo. Os protestos são chamados em sérvio de "Devetomartovski protest, ou seja, o Protesto de 9 de Março, após este evento inicial.
No dia seguinte, em reação aos eventos do dia anterior, novos protestos atraíram multidões grandes e diversas, incluindo líderes do Partido Democrático (DS), com alguns se referindo à "Revolução de Veludo". No dia seguinte, os apoiadores do governo responderam organizando uma contramanifestação. Os protestos terminaram em 14 de março, quando os líderes do SPO foram libertados da custódia policial. O governo substituiu o diretor da TV estatal, bem como o Ministro do Interior.

## Antecedentes
Atormentada por uma infinidade de questões políticas e econômicas, a República Socialista Federativa da Iugoslávia ainda existia em março de 1991, tendo a República Socialista da Sérvia como seu maior e mais populoso partido. O sistema político multipartidário havia sido introduzido menos de um ano antes, em 1990, o que significa que, em vez da filial sérvia (SKS) da Liga dos Comunistas (SKJ), que governou exclusivamente por 45 anos, o cenário político da Sérvia estava novamente, pela primeira vez desde o início da década de 1940, pontilhado por muitos partidos.
No entanto, apenas três partidos poderiam ostentar algum tipo de importância real: o Partido Socialista da Sérvia (SPS) de Slobodan Milošević, o Movimento de Renovação Sérvia (SPO) de Vuk Drašković e o Partido Democrático (DS), liderado na época por Dragoljub Mićunović e com membros de alto escalão como Zoran Đinđić e Vojislav Koštunica, que mais tarde ganhariam maior destaque.
Além da turbulência política em cada uma das seis repúblicas constituintes do país, a situação de segurança na República Socialista Soviética da Iugoslávia também estava se deteriorando. Incidentes foram especialmente frequentes na República Socialista da Croácia, onde os dois grupos étnicos constituintes — croatas e sérvios — começaram a se chocar após a vitória eleitoral de maio de 1990 da União Democrática Croata (HDZ), que buscava o secessionismo da federação iugoslava, uma política contra a qual os sérvios protestaram e obstruíram ativamente, engajando-se em uma série de ações coletivamente denominadas Revolução das Toras. Na primavera de 1991, a situação na República Socialista da Croácia ficou extremamente tensa e, poucos dias antes do protesto de 9 de março em Belgrado, ocorreu o incidente em Pakrac.
Enquanto isso, na Sérvia, Milošević controlava firmemente todos os pilares do poder: ele próprio era o Presidente da República; seu partido, o SPS, graças à sua enorme maioria parlamentar (194 assentos de 250), facilmente formou um governo estável liderado pelo primeiro-ministro Dragutin Zelenović . Além disso, por meio de pessoas instaladas no partido, como o diretor-geral da Rádio Televisão de Belgrado, Dušan Mitević, Milošević tinha um controle rígido sobre os meios de comunicação mais importantes e influentes, frequentemente usando-os para seus próprios fins, embora ainda não tão descaradamente e descaradamente como faria mais tarde, ao longo da década de 1990, quando as guerras e as sanções da ONU começaram.
Por outro lado, a oposição liderada principalmente pelo SPO (19 assentos parlamentares de 250) e, em menor extensão, pelo DS (7 assentos) foi frequentemente atormentada por disputas internas, conflitos de egos e trapaças de baixo nível.
Embora Drašković e o SPO já estivessem envolvidos na batalha política, muitas vezes suja e pessoal, com Slobodan Milošević, sua esposa Mira Marković e seus aliados dentro da administração sérvia, esse antagonismo se intensificou particularmente após as eleições parlamentares e presidenciais conjuntas de 9 de dezembro de 1990, onde Milošević e o Partido Socialista da Sérvia (SPS) obtiveram uma vitória esmagadora, mas Drašković também teve uma exibição notável com mais de 800.000 votos na corrida presidencial que o tornou a figura mais significativa da oposição. Como seu acesso à mídia controlada pelo Estado, impressa ou eletrônica, era bastante limitado, Drašković e seu partido frequentemente criticavam e ridicularizavam a liderança sérvia por meio da revista semanal publicada pelo SPO, Srpska reč, editada por sua esposa Danica. Uma das edições de fevereiro de 1991 retratou Mira Marković com um bigode parecido com o de Stalin e uma manchete "Šta hoće generali" (O que os generais querem).
A resposta do governo foi um comentário anti-SPO lido pelo jornalista Slavko Budihna, da TV Belgrado, durante o noticiário diário central Dnevnik 2, em 16 de fevereiro de 1991. Entre outras coisas, Budihna leu:
| “ | ...quase todas as aparições de membros do SPO na mídia, incluindo a carta a Franjo Tuđman, publicada no Vjesnik esta semana, finalmente revelaram em plena luz o que estava claro há muito tempo – que a direita política sérvia está totalmente preparada para cooperar com a Croácia pró-Ustaše e pró-fascista, ou qualquer outro movimento de extrema direita, apesar de ser contra os interesses históricos vitais do povo sérvio... Os interesses dos cidadãos sérvios não preocupam os membros do SPO; seu único objetivo é usar a insatisfação, bem como a difícil posição em que as economias sérvia e iugoslava se encontram, para criar o caos na Sérvia. Tal cenário, ensaiado e encenado do Chile à Romênia, é bem conhecido e facilmente reconhecido, mas na Sérvia não acontecerá e não deve acontecer. | ” |

No dia seguinte, 17 de fevereiro, o comentário foi publicado na íntegra na edição daquele dia do jornal Politika ekspres. A resposta de Drašković a esse flagrante uso indevido da mídia foi exigir uma retratação imediata, mas vários dias depois, em 19 de fevereiro, a gerência da TV Belgrado, especificamente seu chefe da divisão de notícias, Predrag Vitas, recusou-o, explicando que "retratações são emitidas apenas em casos de disseminação de informações imprecisas, mas não para comentários".   Determinado a não deixar isso passar, no dia seguinte, 20 de fevereiro, Drašković fez um chamado às ruas para 9 de março, onde os manifestantes exigiriam publicamente a retratação da peça difamatória original. A partir de então, Drašković frequentemente se referia à TV Belgrado em termos irrisórios como "TV Bastilha":
| “ | Aos membros e simpatizantes do SPO. Caros amigos! A TV Belgrado continua a espalhar mentiras sobre nós. Nos comentários transmitidos durante o programa Dnevnik 2 da TV Belgrado, em 16 de fevereiro, disseram que cooperamos com a Croácia pró-Ustashe e que estamos criando o caos na Sérvia. Eles não vão se retratar. Estão convencidos de que podem se safar de qualquer coisa. Os jornalistas de sua equipe, com consciência e integridade profissional, estão sendo perseguidos e demitidos. As eleições municipais estão se aproximando. Eles estão obviamente determinados a repetir o crime de propaganda que, juntamente com o roubo eleitoral, levou os comunistas à vitória eleitoral em dezembro. Não podemos deixá-los escapar impunes desta vez. Precisamos libertar a TV Bastilha. Vamos nos reunir no sábado, 9 de março, ao meio-dia, em nosso antigo local na Praça da República, em frente ao Príncipe Mihailo. De lá, iremos em direção ao prédio da TV Belgrado. A fortaleza das mentiras deve cair. Nenhuma força deve nos assustar, nem nos deter. Quase todos os funcionários da TV Belgrado estão conosco. Toda a Sérvia democrática está conosco. Todas as emissoras de televisão livres e todos os jornalistas livres do mundo também estão conosco. Com bravura e força, no dia 9 de março, ao meio-dia, diante do Príncipe Mihailo. | ” |

Ainda assim, embora a causa imediata da manifestação fosse ostensivamente específica e restrita, este protesto também tinha um aspecto ideológico mais amplo. Desde o próprio nome, Protesto contra a Estrela Vermelha, até os inúmeros exemplos de insígnias monarquistas entre a multidão, Drašković estava, em grande parte, reacendendo antigas questões Partisans–Chetniks que, na época, começavam a ser discutidas publicamente novamente após quase 50 anos.
Quando o SPO convocou o protesto para 9 de março, o DS estava em cima do muro. A relação deles com o SPO na época era um tanto fria, pois duas figuras proeminentes do DS, Kosta Čavoški (um dos 13 fundadores) e Nikola Milošević (membro de alto escalão), deixaram o partido recentemente para formar o seu próprio e agora cooperavam abertamente com o SPO. Além disso, ideologicamente falando, os dois partidos tinham muito pouco em comum além da postura anti-Milošević. E este protesto inicialmente não era claramente anti-Milošević, mas sim motivado pela rivalidade do SPO com a TV estatal.
No final, nenhum membro do DS estava na lista de palestrantes, mas muitos ainda decidiram comparecer ao protesto a título individual.
Os motivos do protesto variaram. Foi descrito como um protesto antiguerra, ou como um protesto contra as políticas de confronto do SPS, particularmente contra a sua exclusão completa da oposição da política estatal.

## Protesto

### Preparação para o comício de 9 de março
Nos dias seguintes ao chamado de Drašković às ruas, o SPO reiterou sua demanda pela retratação do controverso comentário do noticiário, mas também formulou uma lista oficial de reivindicações. Eles queriam que a Assembleia Nacional Sérvia, como instituição que fundou a TV Belgrado, "proibisse a SPS e a SK-PzJ de criar e conduzir as políticas editoriais e de contratação de pessoal da rede de televisão". Eles também queriam que os dois canais da TV Belgrado fossem "apartidários e acessíveis a todos os partidos políticos, proporcionalmente ao seu tamanho e força eleitoral". Além disso, exigiram a renúncia de funcionários-chave da TV Belgrado — o diretor Dušan Mitević, bem como quatro outros editores e personalidades do ar: Slavko Budihna, Predrag Vitas (chefe da divisão de notícias), Ivan Krivec e Sergej Šestakov. E, finalmente, exigiram "o fim da prática de obstruir o trabalho do Studio B e do Yutel". Outros partidos da oposição, incluindo o Partido Democrático (DS), o Partido Popular Camponês (NSS), o Partido Radical do Povo (NRS), a Nova Democracia (ND), o Fórum Democrático e o Partido Liberal, juntaram-se e apoiaram o conjunto de reivindicações.
Nos dias que antecederam o protesto, Milošević parecia decidido a não deixá-lo acontecer.
Na quinta-feira, 7 de março, a polícia da cidade de Belgrado emitiu um aviso especial proibindo o protesto, citando "o local e a hora do dia em que o protesto está programado como perturbadores da ordem pública e do fluxo desobstruído do tráfego".  Como alternativa, eles sugeriram o amplo espaço aberto em Ušće como o local do protesto, mas o SPO imediatamente se recusou a mudar o local do protesto.
Ao ver que a reunião na Praça da República não seria permitida pela polícia, percebendo assim o potencial para confrontos de rua, Drašković pareceu interessado em algum tipo de tentativa de mediação de última hora ou acordo indireto, fazendo com que seus parlamentares do SPO convocassem uma reunião parlamentar imediata. No entanto, eles foram rejeitados categoricamente pela maioria do SPS.  Finalmente, em 8 de março, apenas um dia antes do protesto agendado, os parlamentares do SPO exigiram uma reunião pessoal com Milošević em seu gabinete, mas desta vez Milošević nem mesmo dignificou seu pedido com uma resposta. 
A administração de Milošević parecia confiante, até mesmo arrogante, em possuir meios e apoio suficientes para impedir que o protesto ocorresse. 

### 9 de março

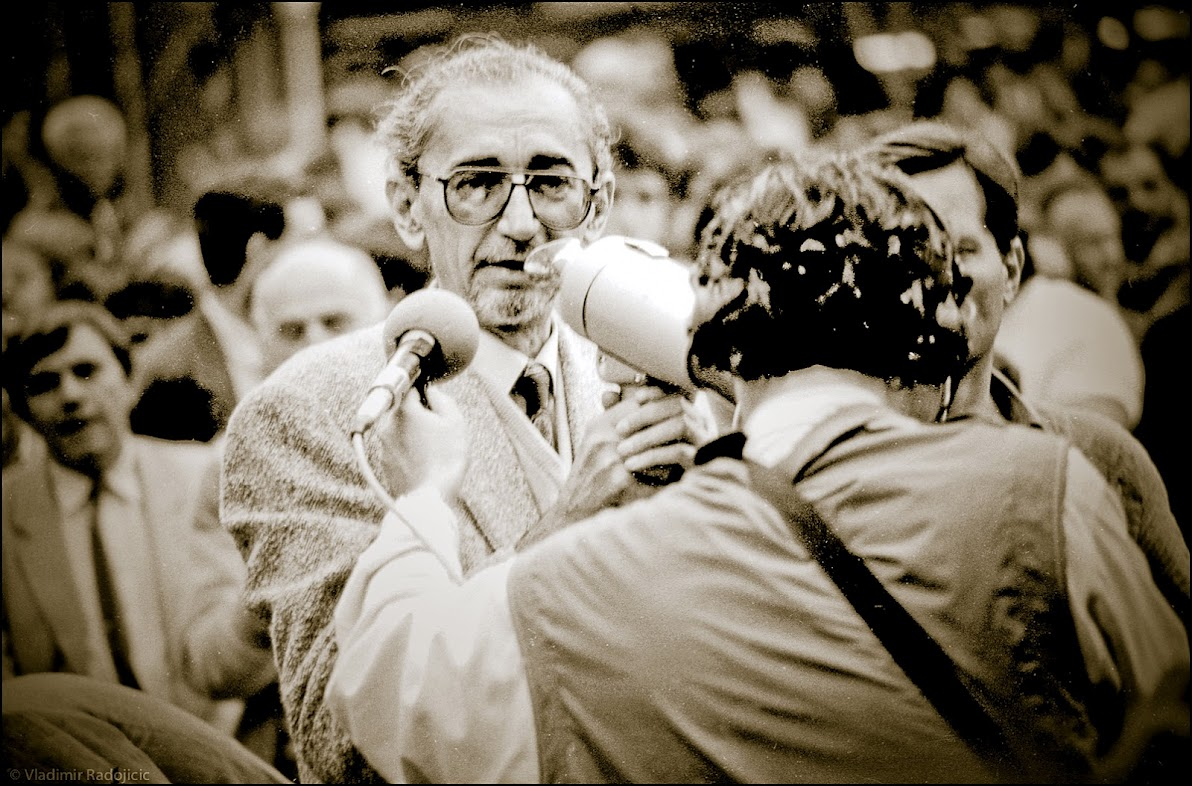
O renomado escritor sérvio Borislav Pekić foi um dos muitos sérvios conhecidos no protesto

O dia 9 de março de 1991 foi um sábado agradável, parcialmente ensolarado e ligeiramente ventoso, no final do inverno. O protesto estava programado para ocorrer na Praça da República, em Belgrado, uma ampla área aberta bem no centro da cidade. No início da manhã, a praça já estava lotada. A presença policial também era forte. Pouco depois das 10h, a polícia (composta por policiais de toda a Sérvia, além de membros da reserva da polícia) assumiu o controle da maioria das ruas do centro da cidade e bloqueou as principais vias que levam a Belgrado.
Isso levou a inúmeros incidentes em diferentes partes do centro da cidade antes mesmo do início do protesto, quando a polícia tentou, muitas vezes de forma brutal, impedir o fluxo de pessoas que se dirigiam à praça. Logo depois, as batalhas começaram na própria praça, quando a polícia começou a usar veículos blindados, canhões de água e gás lacrimogêneo na tentativa de expulsar os manifestantes. Manifestantes enfurecidos imediatamente começaram a responder, alguns deles armados com paus, postes de sinalização de trânsito, pés de cabra ou qualquer outra coisa que pudessem colocar as mãos. A multidão das ruas adjacentes vaiava a polícia, gritando com raiva para eles "irem para Pakrac" ou "irem para Kosovo". Alguns dos outros na multidão que conseguiram entrar na praça fizeram alusões à Revolução Romena de 1989, gritando "alea alea Securitatea" enquanto chamavam Milošević de fascista.
Enquanto batalhas e escaramuças já ocorriam há mais de uma hora, o caos generalizado começou por volta das 11h30, quando uma grande multidão de manifestantes, até então contida perto do restaurante Ruski, conseguiu romper o cordão policial. Gritando "Ustaše, Ustaše" para a polícia, os manifestantes começaram a avançar para o interior da praça perto do monumento, enquanto a polícia tentava, sem sucesso, detê-los com um canhão de água.
Ao mesmo tempo, os oradores programados, incluindo Drašković, tiveram dificuldade para chegar à praça. Junto com sua comitiva composta por cerca de 200 membros do SPO, pouco depois das 11h30, Drašković foi detido no cruzamento da Rua 29 de Novembro com a Rua Vašingtonova, cercado pelo cordão policial que não queria deixá-los se juntar aos manifestantes na Praça da República. Ele tentou argumentar com eles, apelando aos seus chefes para que o deixassem entrar na praça "a fim de acalmar a multidão e evitar derramamento de sangue". Cerca de 15 minutos depois, a polícia os deixou passar sem muita resistência.
Ao entrar na praça, a impressionante multidão provavelmente surpreendeu até o próprio Drašković, já que toda a área estava literalmente lotada. Ladeado por indivíduos leais a ele (incluindo vários membros proeminentes do submundo de Belgrado, como Đorđe "Giška" Božović e Aleksandar "Knele" Knežević, que essencialmente atuavam como seus guarda-costas), Drašković escalou o Monumento ao Príncipe Mihailo e tentou se dirigir à grande multidão usando um megafone.
As estimativas sobre o número de pessoas na multidão variam: menos de 70.000, cerca de 100.000, ou mais de 150.000.
Percebendo que muito poucos conseguiam ouvi-lo, Drašković decidiu então pedir permissão aos funcionários do Teatro Nacional para se dirigir à multidão de sua sacada, que oferecia uma bela vista de toda a praça.
A permissão foi concedida pela então diretora Vida Ognjenović (uma importante integrante do DS), então Drašković foi até a sacada e começou um discurso inflamado, muitas vezes interrompido por aplausos estrondosos: 
| “ | Sérvia, que Deus nos dê o alvorecer da liberdade também em nossa pátria. Não vou contar tudo o que aconteceu desde esta manhã; todos nós rompemos diferentes barreiras policiais e, com isso, mostramos que nenhum obstáculo nos deterá. Eu os saúdo, heróis! Eu disse isso há um mês – mesmo quando os bolcheviques não acreditaram em mim – e repito neste exato momento: hoje, diante do nosso justo Príncipe (referindo-se à estátua do Príncipe Mihailo Obrenović que domina a praça), e especialmente em alguns momentos quando começarmos a marchar na TV Bastilha, mostraremos o coração sérvio e a persistência sérvia. Infelizmente, não temos outra saída! Heróis, lembro-lhes as palavras do nosso patriarca pan-sérvio da nossa mentalidade pan-sérvia, Vladika Njegoš: "Svak je rođen za po jednom mreti" (Todos nascem para morrer uma vez). Eles têm até às 15h30 para apresentar uma retratação e apresentar as demissões, e se o fizerem, retornaremos aqui a este encontro pan-sérvio de unidade nacional. Devido à brutal investida policial contra pessoas desarmadas, também exigimos a renúncia do Ministro do Interior na próxima sessão parlamentar. O Presidente da República [Slobodan Milošević] tem de ponderar entre duas escolhas: de um lado estão as vossas vidas e as vidas de muitos polícias, porque ouvi dizer que os nossos rapazes apreenderam muitas armas automáticas em confrontos com a polícia hoje – nesse ponto, há tantas vidas, a liberdade, a honra e a paz da Sérvia – enquanto no outro, há apenas 5 demissões e 1 retratação. Que o Presidente decida o que quer, eu fiz a minha escolha: liderarei o ataque na televisão hoje, totalmente pronto para morrer! | ” |

Sua última proclamação colocou o atual esquadrão policial (liderado pelo leal a Milošević, Radovan "Badža" Stojičić) em modo de alerta total. Após Drašković terminar, outras pessoas pegaram o microfone, entre elas Milan Paroški, Žarko Jokanović, Leon Koen, Milan Komnenić e Borislav Mihajlović Mihiz. Dragoslav Bokan e Borislav Pekić também estiveram presentes.
Por volta do meio-dia, em meio ao discurso de Mihiz, a polícia invadiu a praça com gás lacrimogêneo e uma batalha violenta começou. No entanto, sobrecarregados e em menor número que a multidão, os policiais recuaram, tentando conter os manifestantes furiosos com canhões de água. A situação piorava a cada segundo, com canteiros de flores sendo revirados e quebrados em pedaços menores de concreto para serem jogados em viaturas policiais. Drašković não parecia se abalar com as cenas de violência lá embaixo, e, na verdade, estava apenas incentivando-os a continuar. Em certo momento, chegou a gritar, de forma bizarra, "Juriš" (Ataquem) no microfone, como um general de campanha faria em uma cena de batalha.
O protesto então se espalhou para ruas e praças adjacentes, e a maior parte do centro de Belgrado logo parecia uma zona de guerra. Nesse momento, a polícia conseguiu se reagrupar e reforçar seus efetivos, começando a responder e atacar com muito mais força.
Ainda assim, por cerca de sete horas, os manifestantes praticamente controlaram a cidade, com a maioria da polícia guardando o prédio da TV Belgrado e Dedinje. Segundo fontes, cerca de 200 policiais e 180 seguranças, além de 200 funcionários da televisão com treinamento militar básico, que receberam fuzis AK-47, guardavam o prédio da televisão. 
À tarde, Drašković, juntamente com um grande grupo de manifestantes, tentou, sem sucesso, invadir a sessão da Assembleia Nacional da Sérvia. Ao sair do edifício, foi preso juntamente com o vice-presidente do SPO, Jovan Marjanović. Entre os policiais responsáveis pela prisão de Drašković estava Naser Orić.
O presidente sérvio Slobodan Milošević exigiu que a Presidência da Iugoslávia enviasse tropas do Exército Popular Iugoslavo para reprimir o protesto. Borisav Jović contatou outros membros da Presidência por telefone e o Exército foi de fato mobilizado, mas os eslovenos mais tarde alegaram que a medida foi tomada de forma inconstitucional.
À noite, Milošević foi ao ar para discursar publicamente à nação. Sem mencionar ninguém nominalmente, ele caracterizou os eventos do dia como orquestrados por "forças do caos e da loucura que ameaçam restaurar tudo aquilo contra o que o povo da Sérvia se insurgiu há meio século".
Tanques e carros blindados invadiram as ruas.
A Rádio B92 e a televisão Studio B foram proibidas e interromperam suas transmissões. Além disso, 203 manifestantes ficaram feridos e outros 108 foram presos em 9 de março.
636 pessoas foram presas após o protesto.

#### Vítimas
O protesto ceifou duas vidas. Em 9 de março, por volta das 15h30, enquanto fugia da multidão de manifestantes na Rua Masarikova, perto de Beograđanka, o policial Nedeljko Kosović, de 54 anos, morreu com repetidos golpes na cabeça.
Mais tarde, no mesmo dia, o manifestante Branivoje Milinović, de 17 anos, foi morto por uma bala perdida. As circunstâncias da sua morte são contraditórias, uma vez que alguns relatos afirmam que ele morreu quando a multidão invadia o edifício do parlamento da Sérvia Socialista enquanto outros dizem que ele foi morto por uma bala de borracha quando um grupo de polícias, na esquina da Rua Admirala Geprata com a Rua Kneza Miloša, abriu fogo na direção dos manifestantes em frente ao London Cafe. A investigação sobre a sua morte foi recentemente reaberta.

### 10 de março
No dia seguinte, 10 de março, Belgrado acordou com a manchete antioposição "Rušilački pohod" (Cruzada Destrutiva) na primeira página do Politika, o mais importante dos quatro diários publicados na cidade na época. Editado pelo leal a Milošević, Žika Minović, o resto da edição daquele dia não foi muito diferente — das 51 peças totais sobre os eventos do dia anterior, 49 apresentaram uma forte condenação da oposição, do SPO e de Drašković.  O Večernje novosti, editado por Rade Brajović, publicou uma edição de 10 de março bastante equilibrada, cobrindo principalmente os eventos de forma neutra e evitando explosões emocionais em favor de qualquer um dos lados. No entanto, de acordo com o jornalista do jornal, Miroslav Turudić, na reunião de equipe naquele mesmo domingo à noite, o editor-chefe Brajović se opôs à cobertura dos protestos feita pelo jornal. Além de decidir direcionar a cobertura da edição do dia seguinte claramente para o lado de Milošević, Brajović também publicou um comentário no qual critica abertamente a cobertura anterior dos protestos feita por sua equipe.
O DS realizou uma conferência de imprensa com o seu presidente Dragoljub Mićunović, bem como os membros Zoran Đinđić e Vojislav Koštunica presentes, expressando apoio aos presos Drašković e ao SPO, ao mesmo tempo que condenava as ações do governo. Đinđić descreveu os eventos do dia anterior como "a polícia a executar um plano, o plano pessoal de um homem, um homem que decidiu que este protesto não pode e não irá acontecer", continuando a dizer que "a catástrofe ocorreu devido à incapacidade daqueles que dão ordens à polícia de se adaptarem à situação em rápida mudança no terreno".
No final da noite, uma grande multidão voltou a se reunir, mas desta vez em frente à fonte Terazije. O protesto assumiu um tom mais civilizado, embora ainda houvesse incidentes na Ponte Branko, quando um grupo de 5.000 estudantes da Universidade de Belgrado, que se dirigiam ao centro da cidade, vindos de sua residência em Studentski Grad, para se juntar aos manifestantes, foi parado pela polícia. Spray de pimenta foi usado e alguns estudantes foram espancados, mas todos foram finalmente autorizados a passar e se juntar à multidão em Terazije (entre os indivíduos que negociavam com a polícia na ponte estava Zoran Đinđić, membro do Partido Democrático (DS).
Os comícios em frente à fonte Terazije foram notavelmente liderados e moderados pelo ator Branislav Lečić, com várias figuras da vida pública sérvia, como o roteirista Dušan Kovačević, o ator Rade Šerbedžija e até mesmo o Patriarca Sérvio Pavle, se revezando para discursar na multidão. Em seus discursos, Lečić frequentemente se referia ao comício como "Revolução de Veludo", enquanto segurava um panda de pelúcia e traçava paralelos com os protestos da Tchecoslováquia de novembro de 1989.
O protesto também se expandiu em termos de figuras políticas que se juntaram a ele, com membros do DS agora oficialmente participando. O componente antigovernamental passou a ter muito mais destaque entre a multidão. Os manifestantes, compostos em grande parte por estudantes, exigiam a liberdade de Drašković e Jovan Marjanović. Além dos protestos anteriores pela renúncia de Dušan Mitević, agora queriam a renúncia do Ministro do Interior, Radmilo Bogdanović. Eles também buscavam o levantamento da proibição de transmissão da Rádio B92 e do Estúdio B da RTV.

### 11 de março
Em 11 de março, o governo sérvio se reagrupou organizando um contramanifesto em massa em seu antigo reduto, Ušće. Intitulado "Pela defesa da República, pela constitucionalidade, liberdade e democracia", o protesto tentou demonstrar que os manifestantes na Praça da República e em Terazije não representavam de forma alguma os desejos e vontades da maioria da população sérvia. Utilizando métodos de astroturfing previamente desenvolvidos e testados, eles transportaram muitos trabalhadores de outras partes da Sérvia para Belgrado para a ocasião e também usaram sua influência na TV estatal para aumentar o número de pessoas presentes. Ainda assim, boa parte da multidão estava lá por vontade própria, especialmente idosos e muitos aposentados que sempre foram o principal apoio de Milošević. Em vez de Milošević se dirigir à multidão reunida, a fala foi deixada para os membros e ideólogos mais proeminentes de seu partido na época: Mihailo Marković, Dušan Matković, Živorad Igić, Radoman Božović, Petar Škundrić, etc. O discurso mais controverso do dia foi o de Matković, às vezes se referindo aos manifestantes como "hooligans" e incitando seus próprios apoiadores a "acabar com eles".

### Até 14 de março
Os protestos persistiram e, após quatro dias de manifestações majoritariamente pacíficas (houve mais confrontos com a polícia em 11 de março), eles alcançaram seus objetivos: Drašković e Marjanović foram libertados e Mitević e Bogdanović foram substituídos.
As manifestações terminaram depois de 14 de março.